# 釜溪河
釜溪河又名盐井河，是中国长江流域的河流，以及是长江支流沱江的一级支流，主要流经四川省自贡市，是自流井区主要内河航道以流经自贡市区唯一的河流:6。釜溪河分别在1997年和2010年爆发过洪水。

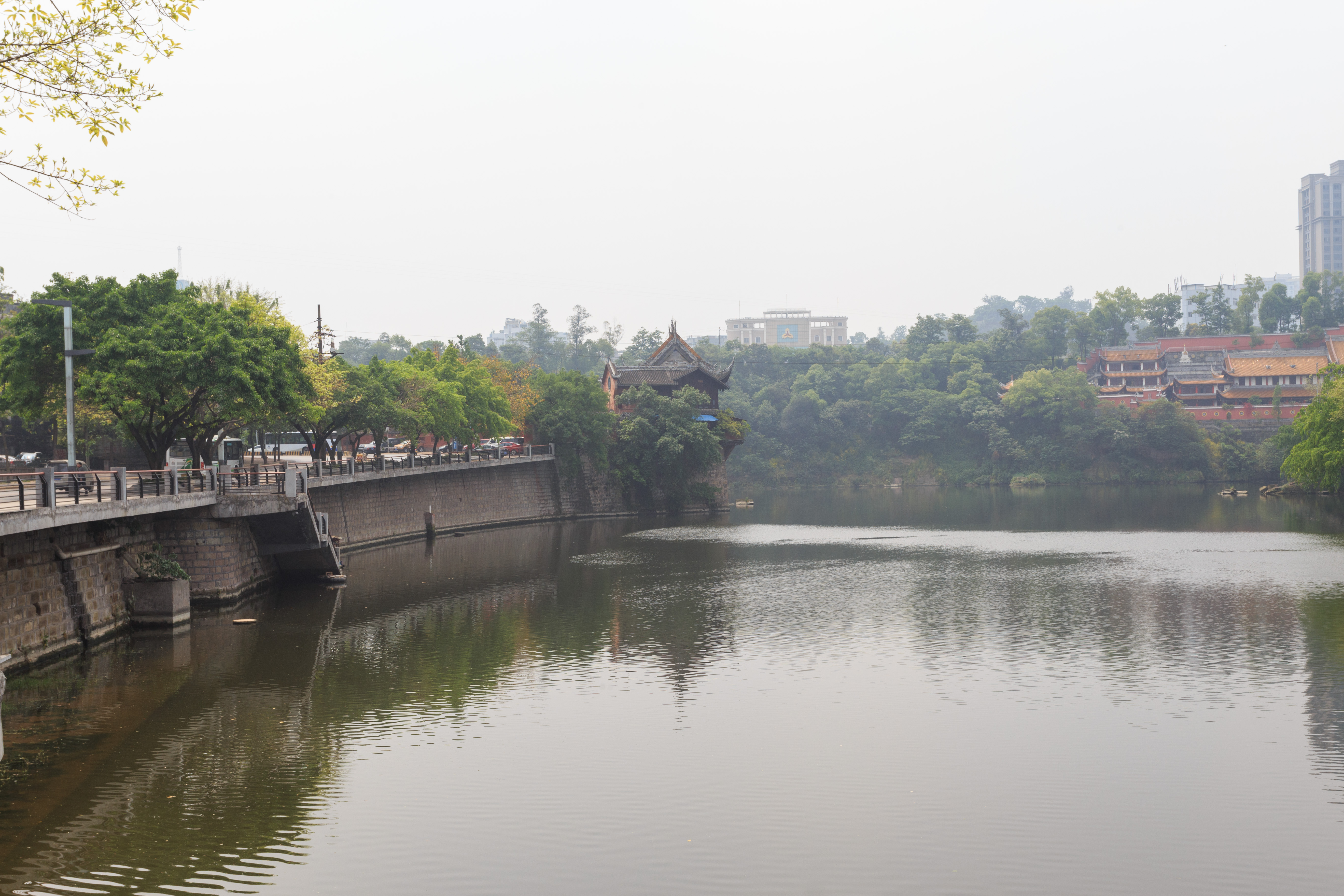
在釜溪河北岸的自流井王爷庙

## 地理和水文
釜溪河长190多千米，流域面积3540平方千米，占自贡市面积的79.8%，年均流量39立方米每秒。自然落差128米。水能理论蕴藏量1万千瓦。。釜溪河分二源，东源为威远河，古称作清水溪，该河段全长131公里，发源于内江市威远县越溪乡水源村的俩母山，威远河绕威远县城，在流经威远界碑镇后成为自贡市与威远县的界河，长118公里。西源为旭水河，又名荣溪河，发源于自贡市荣县西北的荣隐山，全长118公里，旭水河在流经自贡贡井区后与威远河在自贡城区西北的双河口处汇合成为釜溪河，之后向南和向东流经自流井区，该段长8.3公里，之后曲折向东向南流经仙市镇、沿滩城区、邓关镇，在富顺县李家湾注入沱江。